# 大西洋美洲原銀漢魚
大西洋美洲原銀漢魚，為輻鰭魚綱銀漢魚目擬銀漢魚科的其中一種，分布於西大西洋加拿大聖羅倫斯河河口至美國佛羅里達州半鹹水、海域，為亞熱帶魚類，體長可達15公分，棲息在底中層水域，以浮游生物為食，生活習性不明，可做為食用魚及餌魚。